# Hammersee (Bodenwöhr)
Der Hammersee, auch Hammerweiher genannt, ist ein über 30 Hektar großer See des Oberpfälzer Seenlandes, an dessen Ufern das Pfarrdorf Bodenwöhr im bayerischen Landkreis Schwandorf liegt. Er wird heute vorwiegend touristisch genutzt.

## Lage und Beschreibung
Der Hammersee liegt naturräumlich gesehen im Oberpfälzischen Hügelland in dessen Unterraum Bodenwöhrer Senke und überstaut die bei Bodenwöhr zusammentreffenden unteren Täler des von Osten kommenden Schwarzenbachls und des zuletzt von Nordwesten zulaufenden Gleixnerbachs. Oberhalb gibt es in beiden Tälern weitere Seen, ebenso in höheren Seitentälern. An den Südufern des Sees liegt das Pfarrdorf Bodenwöhr, am Nordufer des östlichen Seezweigs das zugehörige Kirchdorf Blechhammer.
Der Spiegel des Sees liegt auf 370 m ü. NHN, er erstreckt sich vom Einfluss des Gleixnerbachs im Nordwesten bis zu dem des Schwarzenbachls entlang der Seelinien dieser Bäche etwa 3 km weit, wovon der längere Teil auf den Schwarzenbachl-Zweig entfällt, und ist meist etwas über 100 Meter breit, am Zusammentreffen der zwei Zweige sogar etwa 300 Meter. Am südlichsten Punkt des Sees in Bodenwöhr führt der dort entstehende Sulzbach den Seeabfluss südwärts zum Regen.

## Geschichte
Im Jahr 1123 wurde Bodenwöhr erstmals urkundlich erwähnt. Ein Mann mit Namen „Poto“ hat hier seine Mühle mit Wehr („Potenwre“, heute Bodenwöhr) betrieben. Erzfunde im Umland, auch durch den Ortsnamen „Erzhäuser“ belegt, begünstigten den Bau eines Eisenhammers. Bereits vor 1464 wurde ein solches Hüttenwerk nach Bodenwöhr verlegt, das durch die Wasserkraft der aufgestauten Bachläufe aus der Umgebung betrieben wurde. Schon zur damaligen Zeit dürfte der See also existiert haben. Nach der endgültigen Schließung des Hüttenwerks im Jahr 1971 wurde die Nutzung des Hammersees zu Freizeit- und Erholungszwecken in den Vordergrund gestellt. Die Wasserkraft wird heute nicht mehr genutzt.

## Heutige Nutzung des Sees
Heute liegen drei Campingplätze unmittelbar am Ufer des Hammersees, außerdem gibt es in Bodenwöhr zahlreiche Unterkunftsmöglichkeiten, Gasthöfe, Ferienwohnungen und Pensionen. Der Hammersee ist ein fischreiches Gewässer und wird daher gern auch von Anglern genutzt. Der See darf mit Booten ohne Motor befahren werden. Es gibt mehrere öffentliche Badestellen am See, darunter ein öffentliches Seebad mit Sandstrand und Kiosk in Bodenwöhr. Für Wanderer und Radfahrer gibt es einen Rundweg um den See und viele weitere Tourenmöglichkeiten in der näheren Umgebung. Der Rundweg ist an den überregionalen Prädikatswanderweg Goldsteig angebunden.
In den Jahren 2011 bis 2015 wurde dem See über die gesamte Badesaison hinweg jeweils eine ausgezeichnete Wasserqualität bescheinigt.

## Nebengewässer
Oberhalb des Hammersees sind nahe an seinem Ufer kleinere Gewässer aufgestaut: Im Weichselbrunner Weiher (Wasserfläche: rund 8 ha) im Westen mündet der Schafgraben in den Gleixnerbach. Der Warbrucker Weiher (Wasserfläche: rund 16 ha) im Osten hat wie der Hammersee selbst zwei Äste, der östliche davon folgt der Talachse des Schwarzenbachl, der kürzere nördliche der des darin zulaufenden Grasenbachs. Noch weiter aufwärts haben diese direkten und indirekten Zuflüsse weitere Zuflüsse, etwa den den Grasenbach speisenden Pechmühlbach und weitere Weiher an diesen höheren Zuflüssen.
Der Weichselbrunner Weiher liegt komplett im 107 Hektar umfassenden Naturschutzgebiet Weichselbrunner Weiher und Trockenkiefernwald bei Bodenwöhr.

## Bilder

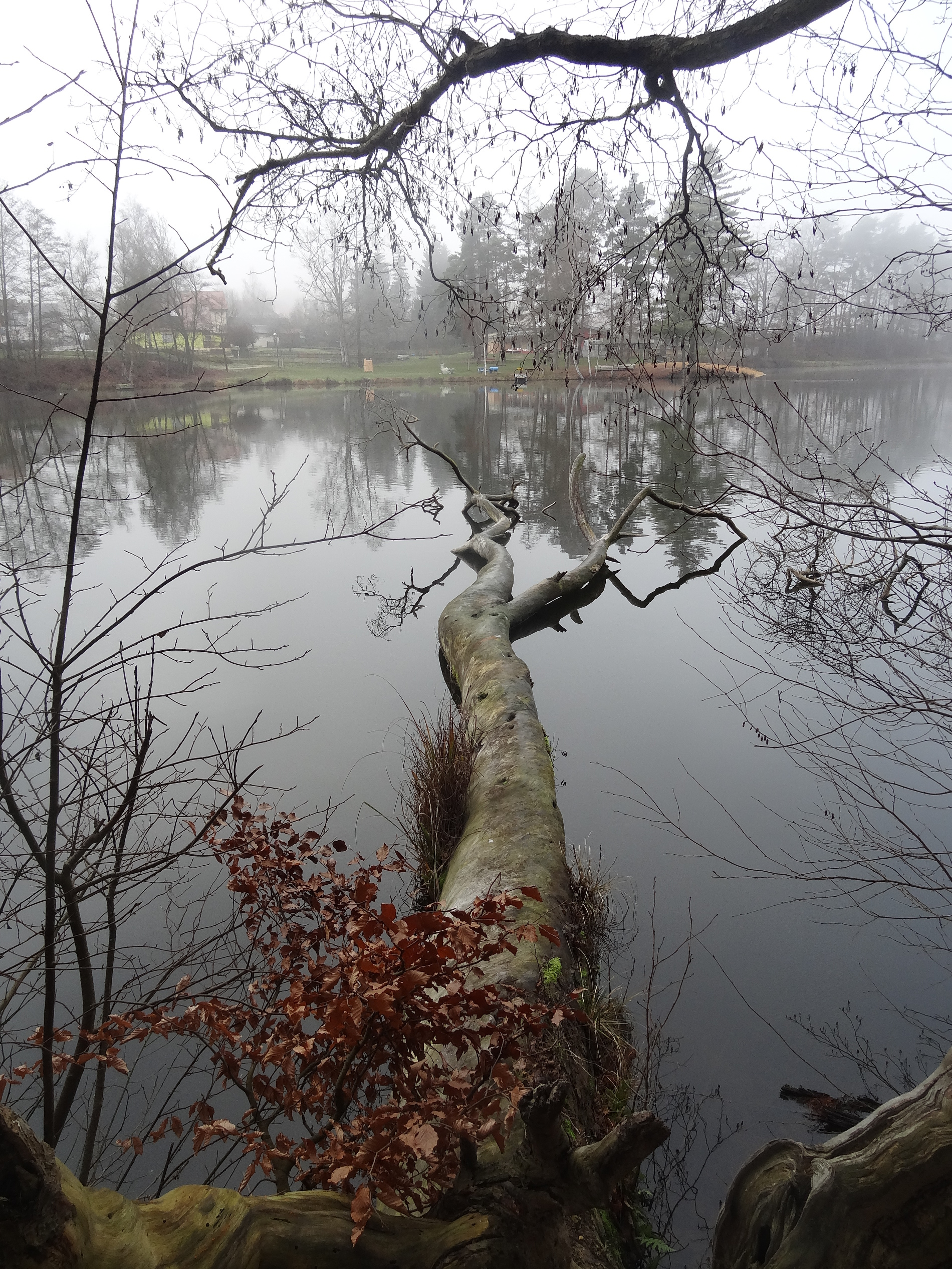
Blick vom Nordufer über den Hammersee
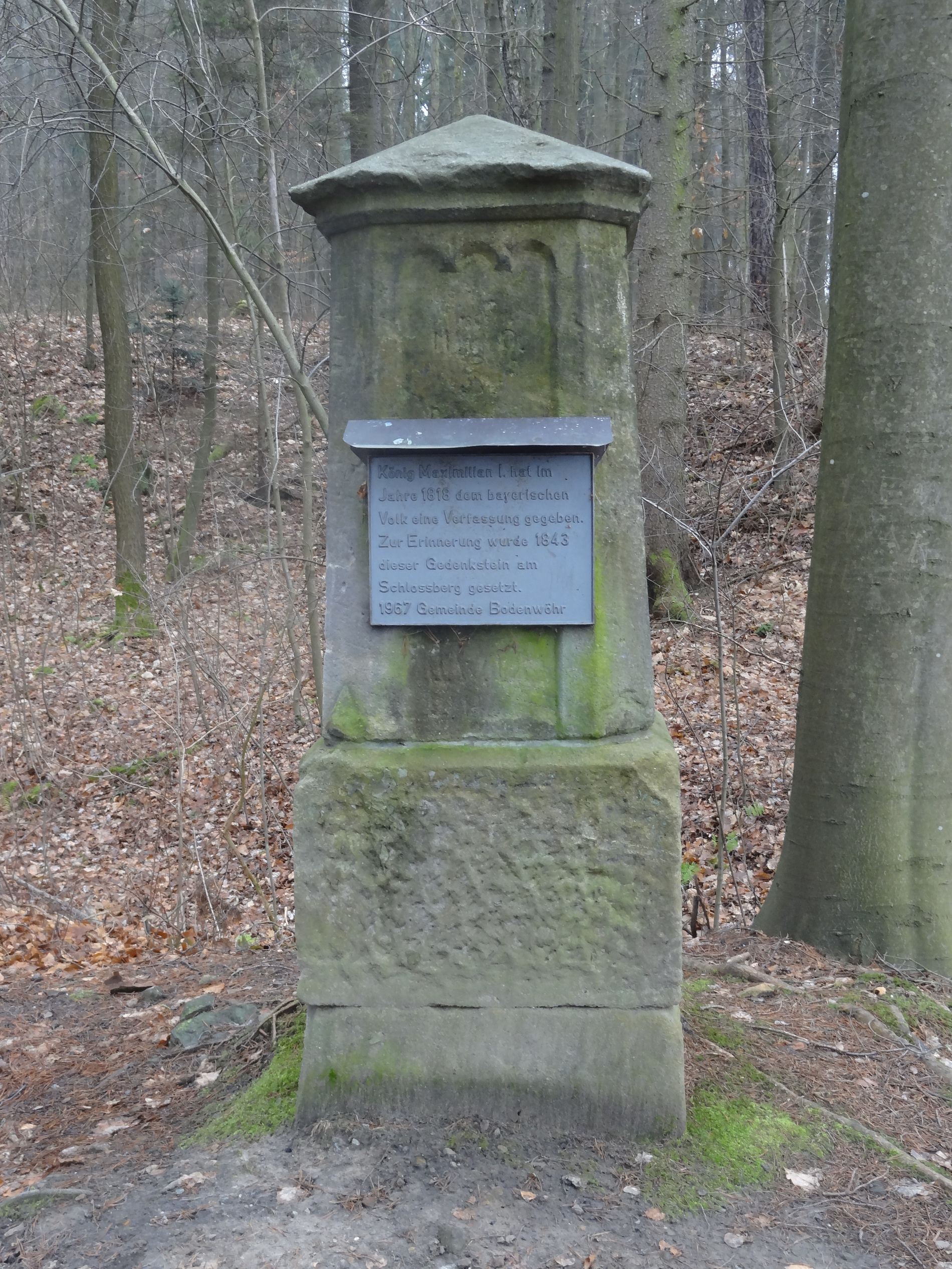
Gedenkstein am Nordufer
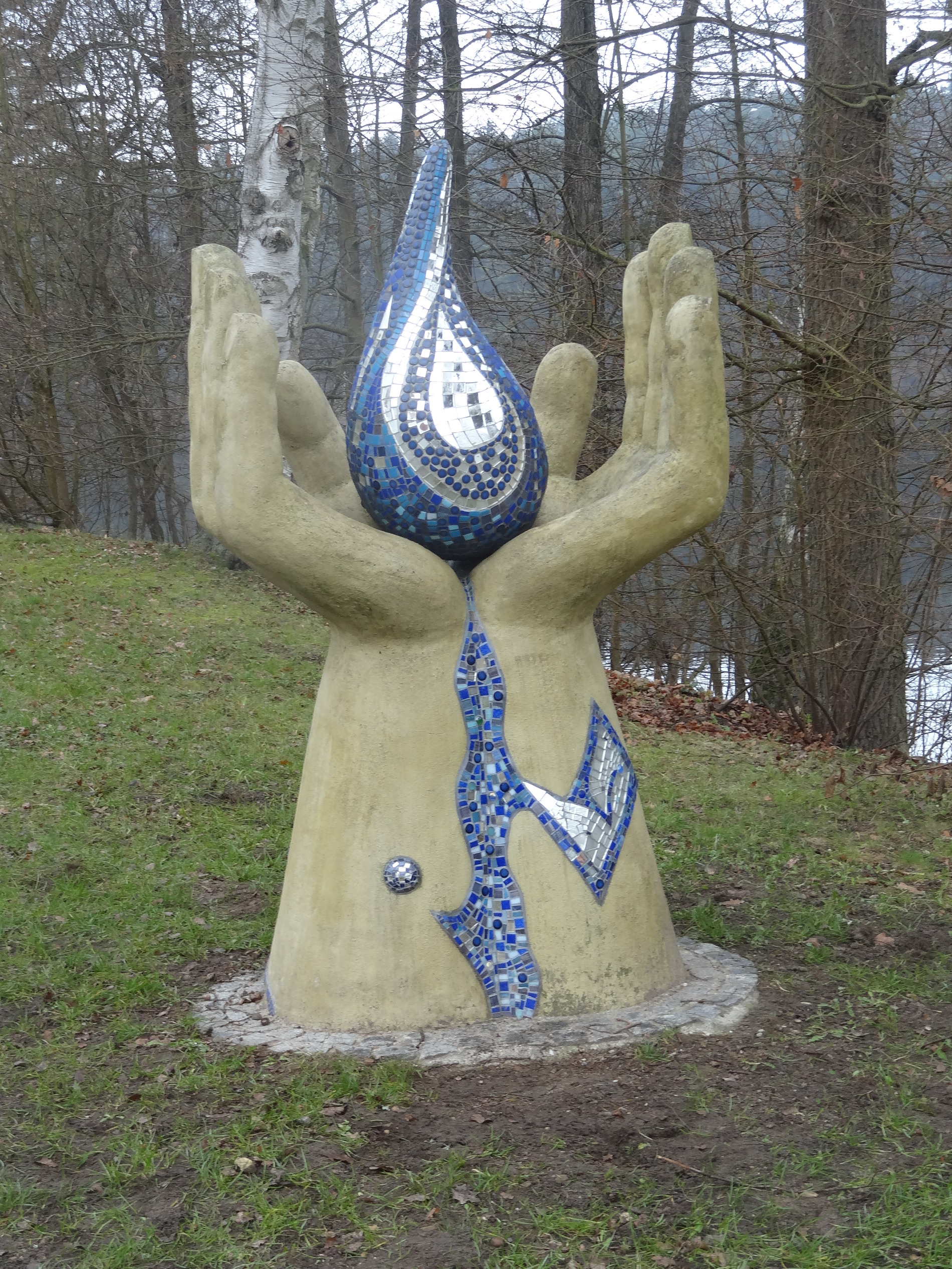
Kunst- und Wasserweg am Hammersee
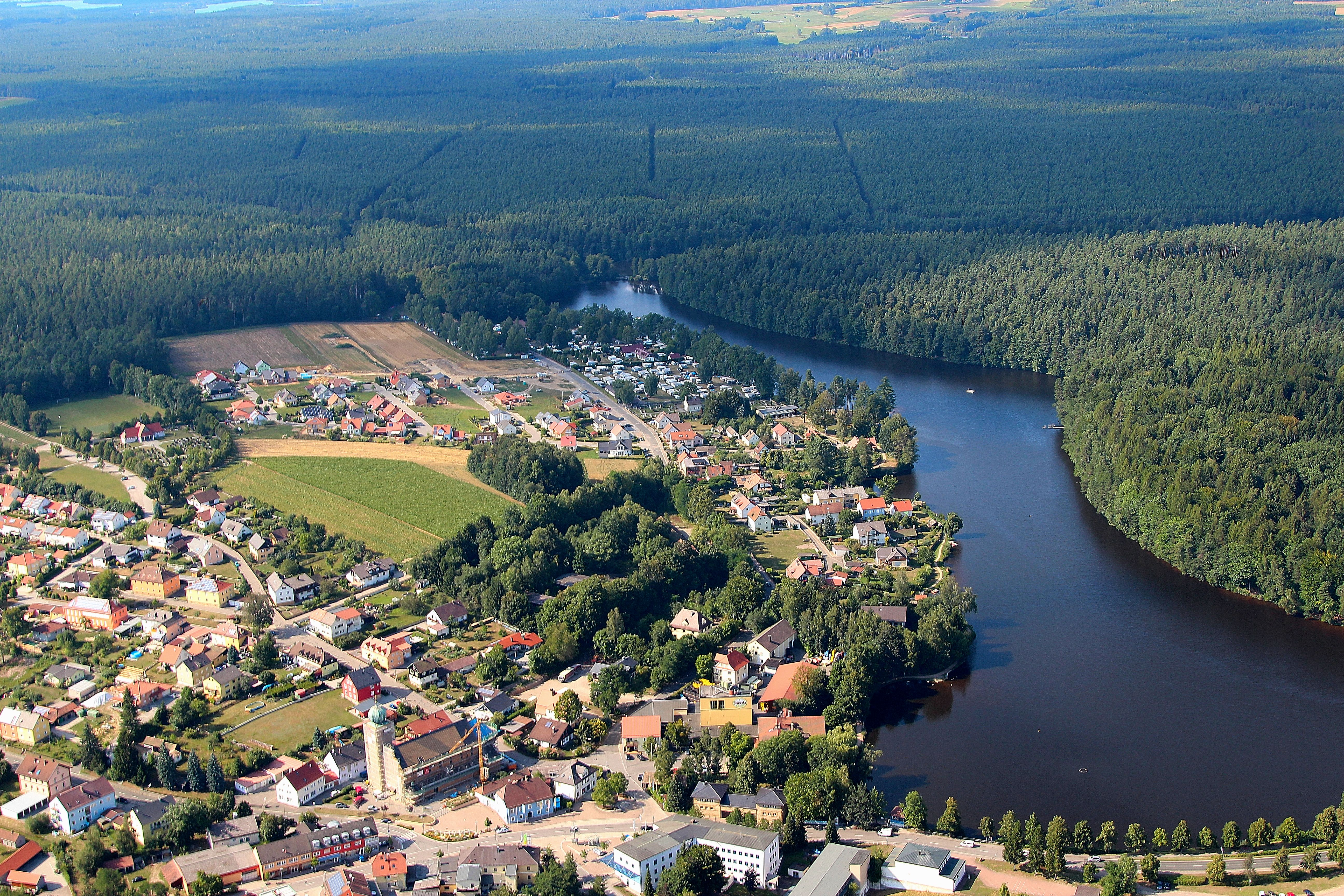
Luftaufnahme des Hammersees (2013)